# Brífing (instruktáž)

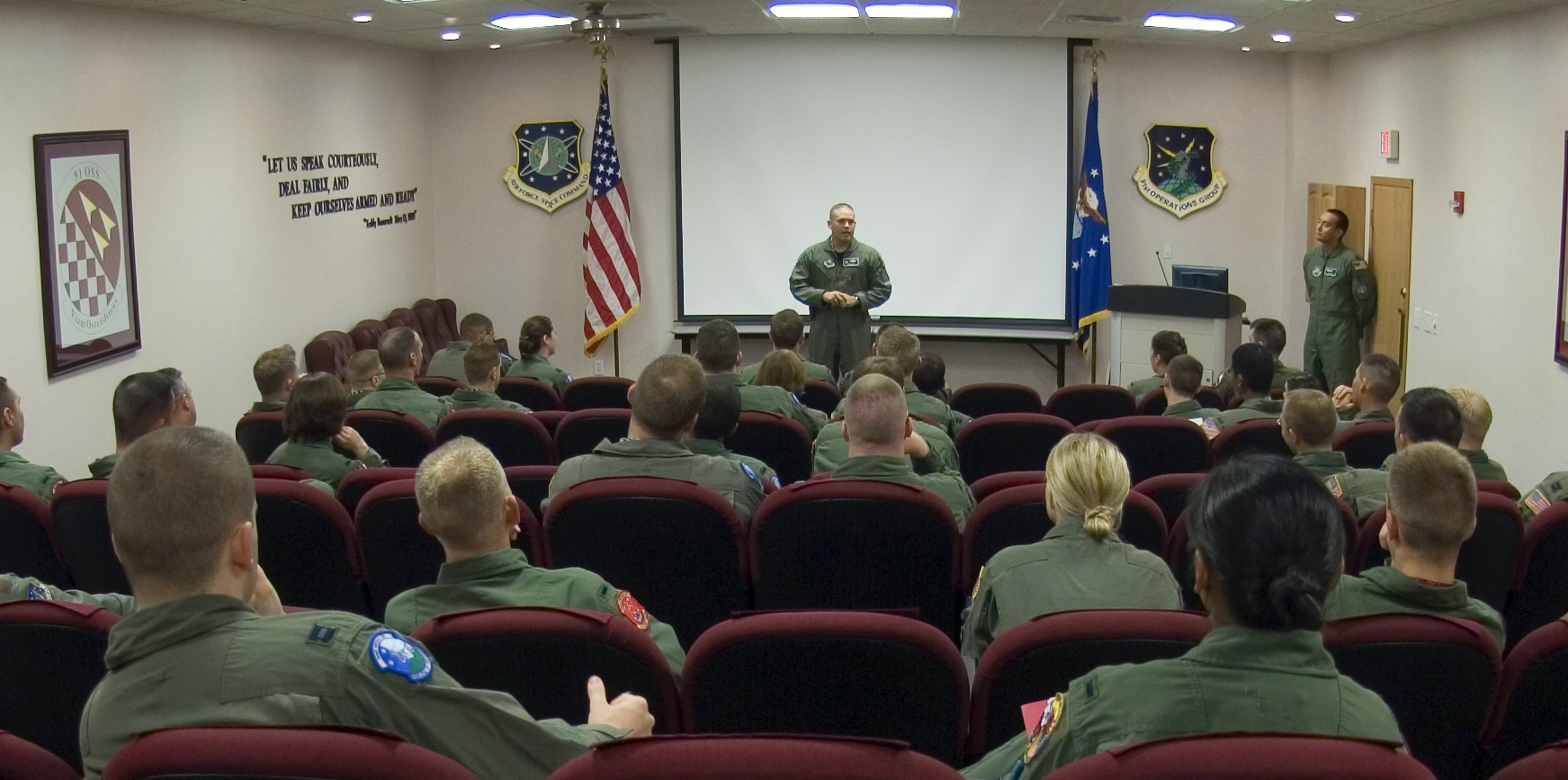
Na brífingu USAF instruuje velící důstojník posádky před startem k plnění bojových úkolů.

Brífing (též briefing) z anglického briefing) je pracovní schůze, obecněji výklad resp. instruktáž, zaměřená na předávání informací či pokynů, zejména před nějakou akcí.
Tímto výrazem lze též označit i konkrétní informace (pokyny) poskytnuté na takové schůzi.
Termín se používá zejména v personalistice a v ozbrojených silách. V terminologii NATO se chápe jako: oznámení specifických instrukcí či informací předem.